# Association des fédérations internationales olympiques des sports d'hiver
L'Association des fédérations internationales olympiques des sports d'hiver (en anglais, Association of International Olympic Winter Sports Federations, AIOWF), est une fédération sportive internationale regroupant les fédérations ayant pris part au programme des Jeux olympiques d'hiver.

## Fédérations membres (7)
7 fédérations composent l'AIOWF.
- IBU (biathlon)
- FIBT (bobsleigh et skeleton)
- WCF (curling)
- IIHF (hockey sur glace)
- FIL (luge)
- ISU (patinage)
- FIS (ski)

## Bureau
Président: 
- René Fasel (Hockey sur glace)

Secrétaire général:
- Horst Lichtner